# Чехов (муниципальный округ)
Муниципа́льный о́круг Че́хов — муниципальное образование на юге Московской области России, соответствующее по административно-территориальному делению городу областного подчинения Че́хов с административной территорией.
Административный центр — город Чехов.
До 2017 года — Чеховский район, административно-территориальная единица (район) и муниципальное образование (муниципальный район). 6 июня 2017 года Чеховский муниципальный район был преобразован в городской округ Чехов. 18 июля 2017 года Чеховский административный район был преобразован в город областного подчинения Чехов с административной территорией.
С 1 января 2025 года городской округ Чехов преобразован в муниципальный округ Чехов.

## География
Площадь района составляет 86 538 га. Район граничит с городскими округами Домодедово, Подольск, Ступино и Серпухов Московской области, с Москвой и Калужской областью.
Основные реки — Лопасня, Нара.
Климат — умеренно континентальный с относительно мягкой зимой, частыми оттепелями и тёплым влажным летом. Частое прохождение циклонов с Атлантики и иногда со Средиземноморья обуславливает увеличение облачности.
Среднеянварская температура составляет около −10,9 °C, среднеиюльская — +18,1 °C. Средняя продолжительность безморозного периода — около 130 дней. Почвы — преимущественно аллювиальные, серые лесные.

## История

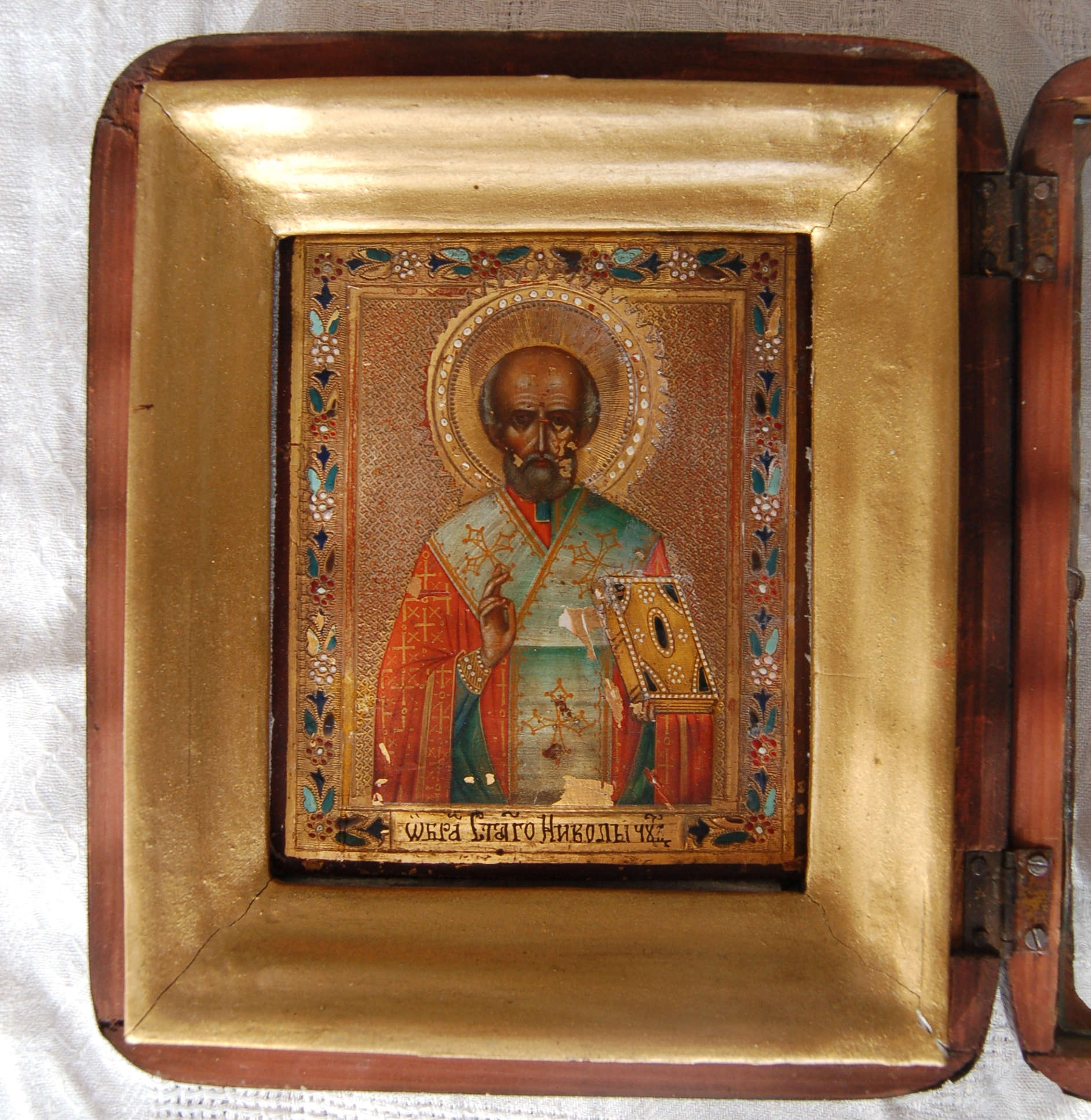
«Образ Святаго Николы чудотворца», Дидяково, Московская губерния, конец XIX — начало XX века

12 июля 1929 года в составе Серпуховского округа Московской области был образован Лопасненский район с центром в селе Лопасня. В состав района вошли дачный посёлок Львовский, а также следующие сельсоветы бывшей Московской губернии:
- из Подольского уезда:
  - из Клёновской волости: Тюфанский, Чернецкий
  - из Молодинской волости: Антроповский, Венюковский, Детковский, Зыкеевский, Костомаровский, Любучанский, Сандаровский, Скурыгинский, Ходаевский
- из Серпуховского уезда:
  - из Лопасненской волости: Баранцевский, Васькинский, Вауловский, Волосовский, Дидяковский, Дубненский, Ивановский, Капустинский, Крюковский, Кулаковский, Лопасненский, Максимиховский, Новоселковский, Пикаловский, Сенинский, Солнышковский, Угрюмовский, Хлевинский, Чепелёвский
  - из Семёновской волости: Талежский, Щелковский
  - из Стремиловской волости: Бегичевский, Булычевский, Высоковский, Гришенский, Дубровский, Ильинский, Кручинский, Кудаевский, Стремиловский, Шараповский.

20 мая 1930 года д. п. Львовский был передан в Подольский район, а Щелковский с/с — в Михневский район.
17 июля 1939 года были упразднены Волосовский, Костомаровский, Скурыгинский и Чепелёвский с/с.
20 июня 1940 года был образован рабочий посёлок Венюковский.
18 мая 1951 года был образован р. п. Лопасня. Лопасненский с/с при этом переименован в Чепелёвский.
14 июня 1954 года были упразднены Бегичевский, Васькинский, Вауловский, Венюковский, Высоковский, Гришенский, Дубненский, Дубровский, Зыкеевский, Ивановский, Ильинский, Капустинский, Крюковский, Максимиховский, Пикаловский, Сандаровский, Сенинский, Солнышковский, Талежский, Тюфанский, Хлевинский и Чернецкий с/с.
15 июля 1954 года р. п. Лопасня был преобразован в город Чехов, а Лопасненский район переименован в Чеховский район.
15 апреля 1959 года Баранцевский с/с был переименован в Мелиховский, а Дидякинский — в Плешкинский.
3 июня 1959 года Чеховский район был упразднён. При этом Антроповский, Детковский, Кручинский, Любучанский и Угрюмовский сельсоветы были переданы в Подольский район, а город Чехов и рабочий посёлок Венюковский, Булычевский, Кудаевский, Кулаковский, Мелиховский, Новоселковский, Плешкинский, Стремиловский, Ходаевский, Чепелевский и Шараповский сельсоветы — в Серпуховский район.
13 января 1965 года город Чехов отнесен к категории городов областного подчинения и выведен из подчинения города Серпухов (присоединённый к нему р.п. Венюковский) (Указ Президиума Верховного совета РСФСР) (Ведомости Верховного Совета РСФСР. - 1965. - № 3 (329) от 18 января. - С. 68-71).
13 января 1965 года Чеховский район был восстановлен. В его состав вошли сельсоветы Антроповский, Баранцевский, Булычевский, Кудаевский, Кулаковский, Любучанский, Мещерский, Молодинский, Новосёлковский, Роговский, Стремиловский, Ходаевский, Чепелёвский и Шараповский. 21 мая Роговский с/с был передан в Подольский район.
5 августа 1968 года был образован р. п. Столбовая. Булычевский с/с переименован в Дубненский.
22 августа 1979 года был упразднён Кудаевский с/с.
3 февраля 1994 года сельсоветы были преобразованы в сельские округа.
7 июля 1999 года был образован р. п. Талалихино.
1 февраля 2001 года город Чехов утратил статус города областного подчинения (Закон Московской области от 17 января 2001 года № 12/2001-ОЗ, "Подмосковные известия", № 20, 01.02.2001).
3 июня 2004 года рабочий поселок Талалихино преобразован в село Талалихино (Постановление Губернатора Московской области от 3 июня 2004 года № 107-ПГ, "Информационный вестник Правительства МО", № 7, 26.07.2004).
2 июля 2004 года были упразднены Антроповский, Дубненский, Кулаковский, Мещерский, Молодинский, Новосёлковский, Ходаевский, Чепелевский и Шараповский с/о.
В Чеховском муниципальном районе с 2006 до 6 июня 2017 года было 2 городских и 3 сельских поселения.
6 июня 2017 года все городские и сельские поселения муниципального образования Чеховский муниципальный район были упразднены и объединены в новое единое муниципальное образование  городской округ Чехов.
18 июля 2017 года административно-территориальная единица Чеховский район преобразован в город областного подчинения Чехов с административной территорией.

## Территориальное устройство района до 2017 года
До 2004 года Чеховский район включал 1 город районного подчинения, 1 посёлок городского типа (рабочий посёлок) и 12 сельских округов (Антроповский, Баранцевский, Дубненский, Кулаковский, Любучанский, Мещерский, Молодинский, Новосёлковский, Стремиловский, Ходаевский, Чепелёвский, Шараповский).
C 2004 до 2006 гг. в район входили: 1 город районного подчинения, 1 посёлок городского типа (рабочий посёлок) и 3 сельских округа (Баранцевский, Любучанский и Стремиловский).
В Чеховский муниципальный район с 2006 до 2017 гг. входило 5 муниципальных образований, в том числе 2 городских и 3 сельских поселения:
| №        | Муниципальное образование | Административный центр    | Количество населённых пунктов | Население | Площадь , км2 |
| -------- | ------------------------- | ------------------------- | ----------------------------- | --------- | ------------- |
| 1e-06    | Городское поселение:      |                           |                               |           |               |
| 1        | Столбовая                 | рабочий посёлок Столбовая | 3                             | ↘5271     | 21,57         |
| 2        | Чехов                     | город Чехов               | 1                             | ↘86 164   | 29,84         |
| 2.000002 | Сельское поселение:       |                           |                               |           |               |
| 3        | Баранцевское              | село Новый Быт            | 33                            | ↘10 795   | 222,86        |
| 4        | Любучанское               | село Троицкое             | 31                            | ↘25 386   | 148,76        |
| 5        | Стремиловское             | село Дубна                | 78                            | ↗16 144   | 442,79        |

## Население
Район
| 1939     | 1970     | 1979     | 1989     | 2002     | 2006     | 2009     |
| -------- | -------- | -------- | -------- | -------- | -------- | -------- |
| 47 201   | ↘44 883  | ↘40 476  | ↘39 448  | ↗109 668 | ↘109 600 | ↗111 107 |
| 2010     | 2011     | 2012     | 2013     | 2014     | 2015     | 2016     |
| ↗115 301 | ↗117 726 | →117 726 | ↗121 205 | ↗124 029 | ↗126 238 | ↗127 571 |
| 2017     |          |          |          |          |          |          |
| ↗128 144 |          |          |          |          |          |          |

Городской округ
| 1939     | 1970     | 1979     | 1989     | 2002     | 2006     | 2009     |
| -------- | -------- | -------- | -------- | -------- | -------- | -------- |
| 47 201   | ↘44 883  | ↘40 476  | ↘39 448  | ↗109 668 | ↘109 600 | ↗111 107 |
| 2010     | 2011     | 2012     | 2013     | 2014     | 2015     | 2016     |
| ↗115 301 | ↗117 726 | →117 726 | ↗121 205 | ↗124 029 | ↗126 238 | ↗127 571 |
| 2017     |          |          |          |          |          |          |
| ↗128 144 |          |          |          |          |          |          |

### Урбанизация
В городских условиях (город Чехов и рабочий посёлок Столбовая) проживают 71,34 % населения района.

### Национальный состав
По итогам переписи населения 2020 года проживали следующие национальности (национальности менее 0,1 % и другое, см. в сноске к строке «Другие»):
| Национальность | Численность, чел. | Доля     |
| -------------- | ----------------- | -------- |
| Русские        | 122 687           | 82,45 %  |
| Украинцы       | 1230              | 0,83 %   |
| Татары         | 660               | 0,44 %   |
| Армяне         | 464               | 0,31 %   |
| Молдаване      | 380               | 0,26 %   |
| Узбеки         | 351               | 0,24 %   |
| Таджики        | 298               | 0,20 %   |
| Белорусы       | 293               | 0,20 %   |
| Мордва         | 162               | 0,11 %   |
| Чуваши         | 158               | 0,11 %   |
| Другие         | 22 121            | 14,85 %  |
| Итого          | 148 804           | 100,00 % |

## Населённые пункты
| №   | Населённый пункт      | Тип                     | Население | Муниципальное образование муниципального района до 2015 года |
| --- | --------------------- | ----------------------- | --------- | ------------------------------------------------------------ |
| 1   | Аксенчиково           | деревня                 | ↗8        | сельское поселение Стремиловское                             |
| 2   | Алачково              | деревня                 | ↗9770     | сельское поселение Любучанское                               |
| 3   | Алексеевка            | деревня                 | ↗396      | сельское поселение Стремиловское                             |
| 4   | Алфёрово              | деревня                 | ↘7        | сельское поселение Стремиловское                             |
| 5   | Алфёрово              | посёлок                 | ↗25       | сельское поселение Стремиловское                             |
| 6   | Антропово             | деревня                 | ↗84       | сельское поселение Любучанское                               |
| 7   | Бавыкино              | деревня                 | ↗46       | сельское поселение Баранцевское                              |
| 8   | Баранцево             | деревня                 | ↗43       | сельское поселение Баранцевское                              |
| 9   | Бегичево              | деревня                 | ↗35       | сельское поселение Стремиловское                             |
| 10  | Беляево               | деревня                 | ↘70       | сельское поселение Стремиловское                             |
| 11  | Березенки             | деревня                 | ↘12       | сельское поселение Стремиловское                             |
| 12  | Берёзки               | посёлок                 | ↘297      | сельское поселение Любучанское                               |
| 13  | Бершово               | деревня                 | ↗171      | сельское поселение Баранцевское                              |
| 14  | Богдановка            | деревня                 | →6        | сельское поселение Стремиловское                             |
| 15  | Большое Петровское    | деревня                 | ↗26       | сельское поселение Стремиловское                             |
| 16  | Ботвинино             | деревня                 | ↘4        | сельское поселение Любучанское                               |
| 17  | Булгаково             | деревня                 | ↘0        | сельское поселение Стремиловское                             |
| 18  | Булычёво              | деревня                 | ↗40       | сельское поселение Стремиловское                             |
| 19  | Бутырки               | деревня                 | ↗10       | сельское поселение Стремиловское                             |
| 20  | Васино                | деревня                 | ↘1        | сельское поселение Стремиловское                             |
| 21  | Васькино              | деревня                 | ↗132      | сельское поселение Баранцевское                              |
| 22  | Васькино              | посёлок                 | ↘1412     | сельское поселение Баранцевское                              |
| 23  | Ваулово               | деревня                 | ↘3462     | сельское поселение Стремиловское                             |
| 24  | Венюково              | деревня                 | ↗125      | сельское поселение Стремиловское                             |
| 25  | Верхнее Пикалово      | деревня                 | ↗14       | сельское поселение Баранцевское                              |
| 26  | Волосово              | деревня                 | ↘128      | сельское поселение Стремиловское                             |
| 27  | Высоково              | деревня                 | ↘5        | сельское поселение Стремиловское                             |
| 28  | Гавриково             | деревня                 | ↗63       | сельское поселение Любучанское                               |
| 29  | Глуховка              | деревня                 | ↗62       | сельское поселение Стремиловское                             |
| 30  | Голыгино              | деревня                 | ↗37       | сельское поселение Баранцевское                              |
| 31  | Горелово              | деревня                 | ↘3        | сельское поселение Стремиловское                             |
| 32  | Городище              | деревня                 | ↘11       | сельское поселение Стремиловское                             |
| 33  | Гришенки              | деревня                 | ↗967      | сельское поселение Стремиловское                             |
| 34  | Гришино               | деревня                 | ↘4        | сельское поселение Стремиловское                             |
| 35  | Детково               | деревня                 | ↘38       | сельское поселение Любучанское                               |
| 36  | Детково               | посёлок станции         | ↗68       | сельское поселение Любучанское                               |
| 37  | Дидяково              | деревня                 | ↗17       | сельское поселение Баранцевское                              |
| 38  | Дмитровка             | деревня                 | ↘69       | сельское поселение Любучанское                               |
| 39  | Дома отдыха «Лопасня» | посёлок                 | ↘141      | сельское поселение Баранцевское                              |
| 40  | Дубинино              | деревня                 | ↘8        | сельское поселение Любучанское                               |
| 41  | Дубна                 | село                    | ↘1168     | сельское поселение Стремиловское                             |
| 42  | Дубровка              | деревня                 | ↗16       | сельское поселение Стремиловское                             |
| 43  | Дулово                | деревня                 | ↘21       | сельское поселение Стремиловское                             |
| 44  | Ермолово              | деревня                 | ↗15       | сельское поселение Стремиловское                             |
| 45  | Еськино               | деревня                 | ↗23       | сельское поселение Баранцевское                              |
| 46  | Ефимовка              | деревня                 | ↘8        | сельское поселение Стремиловское                             |
| 47  | Жальское              | деревня                 | ↗12       | сельское поселение Стремиловское                             |
| 48  | Завалипьево           | деревня                 | ↗9        | сельское поселение Баранцевское                              |
| 49  | Захарково             | деревня                 | ↗5        | сельское поселение Стремиловское                             |
| 50  | Змеёвка               | деревня                 | ↗92       | сельское поселение Любучанское                               |
| 51  | Зыкеево               | деревня                 | ↘12       | сельское поселение Любучанское                               |
| 52  | Ивановское            | село                    | ↗28       | сельское поселение Стремиловское                             |
| 53  | Ивачково              | деревня                 | ↘29       | сельское поселение Любучанское                               |
| 54  | Ивино                 | деревня                 | ↗33       | сельское поселение Любучанское                               |
| 55  | Игумново              | деревня                 | ↗11       | сельское поселение Стремиловское                             |
| 56  | Ишино                 | деревня                 | ↘3        | сельское поселение Стремиловское                             |
| 57  | Капустино             | деревня                 | ↗12       | сельское поселение Стремиловское                             |
| 58  | Каргашиново           | деревня                 | ↗6        | сельское поселение Стремиловское                             |
| 59  | Кармашовка            | деревня                 | ↗7        | сельское поселение Стремиловское                             |
| 60  | Карьково              | деревня                 | ↗29       | сельское поселение Баранцевское                              |
| 61  | Климовка              | деревня                 | ↗1        | сельское поселение Стремиловское                             |
| 62  | Коровино              | деревня                 | ↘28       | сельское поселение Стремиловское                             |
| 63  | Костомарово           | деревня                 | ↗40       | сельское поселение Стремиловское                             |
| 64  | Красные Орлы          | деревня                 | ↗31       | сельское поселение Баранцевское                              |
| 65  | Красные Холмы         | деревня                 | ↘16       | сельское поселение Любучанское                               |
| 66  | Крюково               | посёлок городского типа | ↗4063     | сельское поселение Баранцевское                              |
| 67  | Кудаево               | деревня                 | ↗18       | сельское поселение Стремиловское                             |
| 68  | Кузьмино-Фильчаково   | деревня                 | ↗40       | сельское поселение Баранцевское                              |
| 69  | Кулаково              | деревня                 | ↗302      | сельское поселение Стремиловское                             |
| 70  | Курниково             | деревня                 | ↘10       | сельское поселение Баранцевское                              |
| 71  | Легчищево             | деревня                 | →4        | сельское поселение Баранцевское                              |
| 72  | Леониха               | деревня                 | ↗5        | сельское поселение Любучанское                               |
| 73  | Леоново               | деревня                 | ↘0        | сельское поселение Стремиловское                             |
| 74  | Лешино                | деревня                 | ↘15       | сельское поселение Баранцевское                              |
| 75  | Лопино                | деревня                 | ↘2        | сельское поселение Стремиловское                             |
| 76  | Луч                   | посёлок                 | ↗170      | сельское поселение Стремиловское                             |
| 77  | Любучаны              | деревня                 | ↘159      | сельское поселение Любучанское                               |
| 78  | Любучаны              | посёлок                 | ↗4748     | сельское поселение Любучанское                               |
| 79  | Люторецкое            | деревня                 | ↗70       | сельское поселение Баранцевское                              |
| 80  | Малое Петровское      | деревня                 | ↗7        | сельское поселение Стремиловское                             |
| 81  | Мальцы                | деревня                 | ↗23       | сельское поселение Баранцевское                              |
| 82  | Манушкино             | деревня                 | ↗1684     | сельское поселение Стремиловское                             |
| 83  | Масловка              | деревня                 | ↘30       | сельское поселение Любучанское                               |
| 84  | Масново-Жуково        | деревня                 | ↗5        | сельское поселение Стремиловское                             |
| 85  | Мелихово              | село                    | ↗44       | сельское поселение Баранцевское                              |
| 86  | Мерлеево              | деревня                 | ↘115      | сельское поселение Стремиловское                             |
| 87  | Мещерское             | деревня                 | ↗76       | сельское поселение Любучанское                               |
| 88  | Мещерское             | посёлок                 | ↗2853     | сельское поселение Любучанское                               |
| 89  | Молоди                | село                    | ↘676      | сельское поселение Любучанское                               |
| 90  | Муковнино             | деревня                 | ↘1        | сельское поселение Стремиловское                             |
| 91  | Нащёкино              | деревня                 | ↗11       | сельское поселение Стремиловское                             |
| 92  | Нижнее Пикалово       | деревня                 | ↗15       | сельское поселение Баранцевское                              |
| 93  | Никоново              | деревня                 | ↘13       | сельское поселение Любучанское                               |
| 94  | Новгородово           | деревня                 | ↗26       | сельское поселение Стремиловское                             |
| 95  | Новоселки             | село                    | ↗63       | сельское поселение Баранцевское                              |
| 96  | Новый Быт             | село                    | ↗3076     | сельское поселение Баранцевское                              |
| 97  | Оксино                | деревня                 | ↘31       | сельское поселение Баранцевское                              |
| 98  | Панино                | деревня                 | ↗53       | городское поселение Столбовая                                |
| 99  | Перхурово             | деревня                 | ↗38       | сельское поселение Баранцевское                              |
| 100 | Першино               | деревня                 | ↘4        | сельское поселение Стремиловское                             |
| 101 | Песоченка             | посёлок                 | ↘664      | сельское поселение Любучанское                               |
| 102 | Петропавловка         | деревня                 | ↘1        | сельское поселение Стремиловское                             |
| 103 | Пешково               | деревня                 | ↗19       | сельское поселение Баранцевское                              |
| 104 | Пешково               | село                    | ↘94       | сельское поселение Стремиловское                             |
| 105 | Плешкино              | деревня                 | ↗29       | сельское поселение Баранцевское                              |
| 106 | Плужково              | деревня                 | ↗16       | сельское поселение Стремиловское                             |
| 107 | Покров                | деревня                 | ↗31       | сельское поселение Стремиловское                             |
| 108 | Поповка               | деревня                 | ↗60       | сельское поселение Стремиловское                             |
| 109 | Попово                | деревня                 | ↗1997     | сельское поселение Баранцевское                              |
| 110 | Поспелиха             | деревня                 | ↗4        | сельское поселение Любучанское                               |
| 111 | Пронино               | деревня                 | ↗34       | сельское поселение Баранцевское                              |
| 112 | Прохорово             | деревня                 | ↘63       | сельское поселение Любучанское                               |
| 113 | Прудки                | деревня                 | ↘0        | сельское поселение Стремиловское                             |
| 114 | Радутино              | деревня                 | ↘3        | сельское поселение Стремиловское                             |
| 115 | Растовка              | деревня                 | ↘15       | сельское поселение Стремиловское                             |
| 116 | Репниково             | деревня                 | ↗25       | сельское поселение Стремиловское                             |
| 117 | Сандарово             | деревня                 | ↗138      | городское поселение Столбовая                                |
| 118 | Сафоново              | деревня                 | →0        | сельское поселение Стремиловское                             |
| 119 | Сенино                | деревня                 | ↘79       | сельское поселение Стремиловское                             |
| 120 | Сергеево              | деревня                 | ↗70       | сельское поселение Стремиловское                             |
| 121 | Сидориха              | деревня                 | ↗15       | сельское поселение Любучанское                               |
| 122 | Скурыгино             | деревня                 | ↘72       | сельское поселение Стремиловское                             |
| 123 | Слепушкино            | деревня                 | ↗3        | сельское поселение Стремиловское                             |
| 124 | Солнышково            | деревня                 | ↗83       | сельское поселение Баранцевское                              |
| 125 | Солодовка             | деревня                 | ↗1480     | сельское поселение Стремиловское                             |
| 126 | Сохинки               | деревня                 | ↗38       | сельское поселение Стремиловское                             |
| 127 | Спас-Темня            | деревня                 | ↗9        | сельское поселение Стремиловское                             |
| 128 | Столбовая             | посёлок городского типа | ↘5250     | городское поселение Столбовая                                |
| 129 | Стремилово            | село                    | ↘712      | сельское поселение Стремиловское                             |
| 130 | Талалихино            | село                    | ↘938      | сельское поселение Любучанское                               |
| 131 | Талеж                 | село                    | ↗35       | сельское поселение Баранцевское                              |
| 132 | Томарово              | деревня                 | ↗4        | сельское поселение Любучанское                               |
| 133 | Троицкое              | посёлок городского типа | ↗5349     | сельское поселение Любучанское                               |
| 134 | Тюфанка               | деревня                 | ↘3        | сельское поселение Стремиловское                             |
| 135 | Углешня               | деревня                 | ↗49       | сельское поселение Любучанское                               |
| 136 | Филипповское          | деревня                 | ↗57       | сельское поселение Стремиловское                             |
| 137 | Хлевино               | деревня                 | ↗89       | сельское поселение Стремиловское                             |
| 138 | Ходаево               | деревня                 | ↗222      | сельское поселение Стремиловское                             |
| 139 | Хоросино              | деревня                 | ↘6        | сельское поселение Стремиловское                             |
| 140 | Чепелёво              | деревня                 | ↘594      | сельское поселение Стремиловское                             |
| 141 | Чехов                 | город                   | ↘86 164   | городское поселение Чехов                                    |
| 142 | Чубарово              | деревня                 | →0        | сельское поселение Стремиловское                             |
| 143 | Чудиново              | деревня                 | ↘17       | сельское поселение Баранцевское                              |
| 144 | Шарапово              | деревня                 | ↗43       | сельское поселение Любучанское                               |
| 145 | Шарапово              | село                    | ↘1055     | сельское поселение Стремиловское                             |
| 146 | Якшино                | деревня                 | ↗9        | сельское поселение Стремиловское                             |

Кроме того, на территории района располагается ряд военных городков, которые официально не включены в перечень населённых пунктов: Чехов-1, Чехов-2, Чехов-3, Чехов-4, Чехов-5, Чехов-6, Чехов-7, Чехов-8, Нерастанное.

## Общая карта
Легенда карты:
|  | Более 60 000 жителей |
|  | 3000—10 000 жителей  |
|  | 1000—3000 жителей    |
|  | 500—1000 жителей     |
|  | Менее 500 жителей    |

## Экономика
В число крупнейших промышленных предприятий района входят:
- ПАО «Чеховский завод „Гидросталь“» (металлоконструкции строительного назначения, крановое гидромеханическое оборудование), г. Чехов
- ЗАО «Энергомаш (Чехов) — ЧЗЭМ» (проектирование и изготовление трубопроводной арматуры и запасных частей к ней: арматура запорная, регулирующая, предохранительная, защитная), г. Чехов
- ПАО «Чеховский полиграфический комбинат» (издательская и полиграфическая деятельность, тиражирование записанных носителей информации), г. Чехов
- ПАО «ЧРЗ» (переработка и восстановление изношенных автопокрышек, регенерат, резина дробленая), г. Чехов
- АО «ДАНОН РОССИЯ» Филиал «Чеховский» (молочные и кисломолочные продукты), г. Чехов
- ПАО «Чеховская кондитерская фабрика» (производство кондитерских изделий), г. Чехов
- ООО «Полиальт» (выпуск сотового поликарбоната), с. Дубна
- ОАО «Крюковский вентиляторный завод» (в настоящее время профиль предприятия изменён — производится лазерная резка, гиб и порошковое окрашивание металла), д. Крюково.
- ООО «Дау кемикал» (производство теплоизоляционных плит), д. Крюково
- ЗАО «Жестьупак» (производство жестяной тары), д. Крюково
- ООО "АЛКОА «Си-Эс-Ай Восток» (пластиковые крышки для газированных напитков и пива), пос. Любучаны
- ПАО «Институт инженерной иммунологии» (медицинские и ветеринарные препараты), пос. Любучаны
- ПАО «Любучанский завод пластмасс» (производство пластмассовых изделий), пос. Любучаны
- АО «Электрощит» (производство силовых распределительных трансформаторов класса напряжения 6÷10 кВ, комплектных трансформаторных подстанций различных исполнений и модификаций, а также распределительных устройств), д. Люторецкое
- ООО «Шаттдекор» (производитель декоративной бумаги для нужд мебельной промышленности), д. Люторецкое
- ООО «ЧеховСахар» (торговая компания, снабжающая российский рынок сахарным-песком)

В Чехове действуют крупнейшие продовольственные торговые сети известных компаний, таких как Billa, Ашан, Дикси, Перекрёсток, Карусель, Пятёрочка, Копейка, Торнадо, Компьютерный магазин ОСКОМП, сети салонов сотовой связи (Евросеть, Связной, МТС, Мегафон).
Также находятся отделения крупнейших банков России: ВТБ 24, Сбербанк, Банк Возрождение, Банк ВТБ, Генбанк.

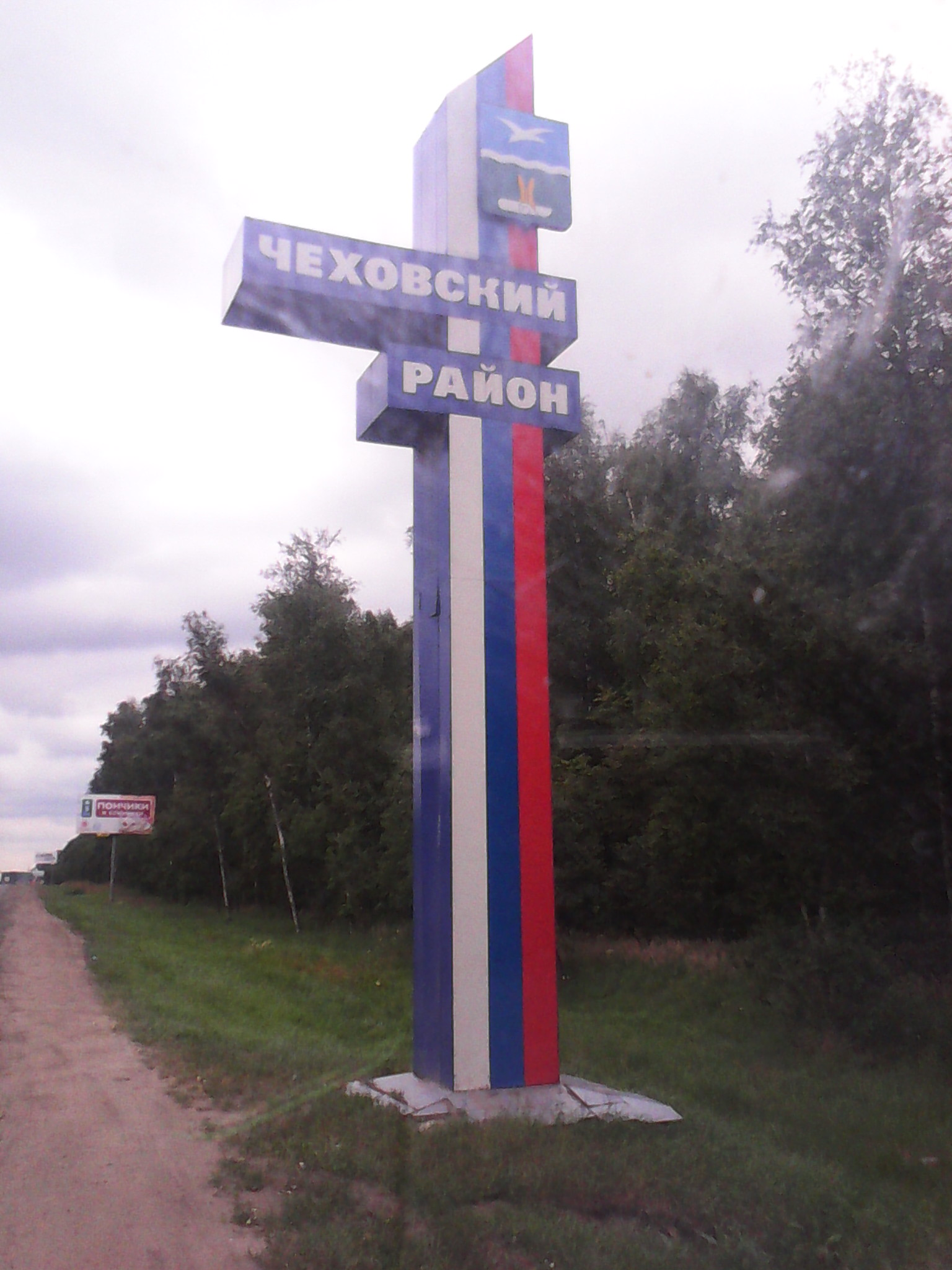
Стела, трасса М2

## Транспорт

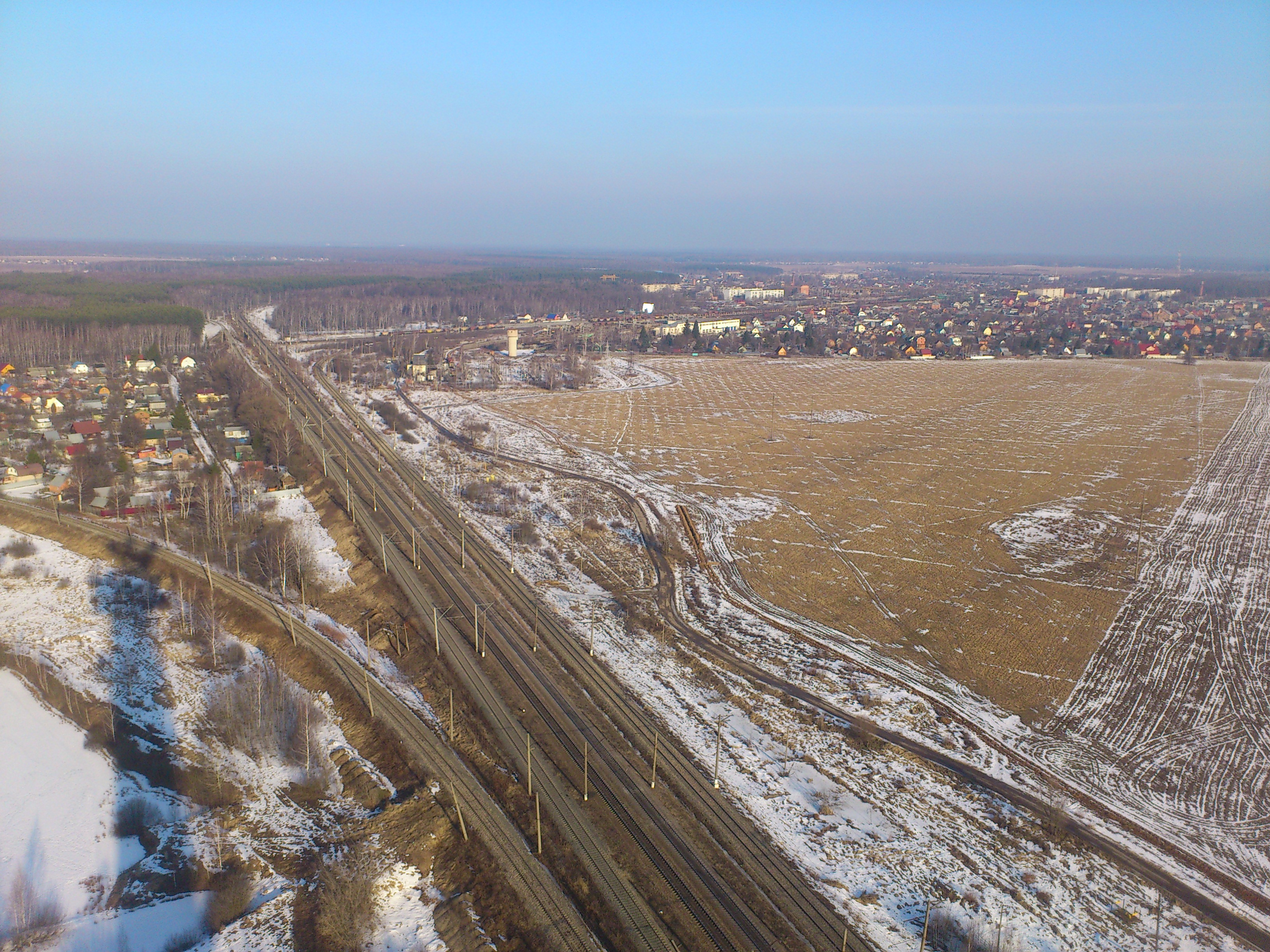
Участок Московской железной дороги в Чеховском районе

Через район проходят Курское направление Московской железной дороги и Большое кольцо Московской железной дороги (БМО), скоростная автомагистраль «Крым», Симферопольское шоссе. Общая протяженность автомобильных дорог в районе составляет 410 км.

## Строительство в районном центре
В городе Чехове идёт активное привлечение инвесторов в строительство жилья. В стадии окончания строительства находятся последние очереди микрорайонов «Олимпийский» (комфортабельные жилые дома общей площадью около 95 тысяч квадратных метров) и «Вокзальный».
Особо следует отметить ещё один инвестиционный проект — это строительство новых жилых домов со сносом ветхих многоквартирных панельных жилых домов первых массовых серий в районе ул. Молодёжная(построена первая очередь). Малым городам трудно решать проблемы переселения граждан из ветхого фонда. В муниципальных бюджетах нет таких средств. В этом районе — одном из немногих — разработали инвестиционное предложение, которое привлекло потенциальных инвесторов.
В ходе реализации этого проекта планируется поэтапный снос ветхого фонда, строительство новых домов, реконструкция инженерной инфраструктуры, строительство и реконструкция объектов социального назначения. При разработке проектов застройки микрорайонов большое внимание уделяется решению проблемы парковочных мест. В каждом жилом массиве предусмотрено строительство многоярусных стоянок для легкового автотранспорта. Возведение жилых комплексов неразрывно связано со строительством объектов социального назначения.
В апреле 2005 года в самом центре Чехова открылась новая гостиница Олимпийская. В 2011 году — торгово-развлекательный центр «Карнавал» на улице Московская. На четырёх этажах комплекса находятся: продуктовый супермаркет, супермаркет электроники и бытовой техники, универмаг одежды, многозальный кинотеатр и детский развлекательный комплекс, фуд-корт. В 2012 году открылся гипермаркет Карусель.

## Наука
- Институт инженерной иммунологии,
- Федеральный исследовательский испытательный центр сельскохозяйственного машиностроения.

## Религия

### Русская православная церковь
На территории городского округа Чехов расположен мужской монастырь Вознесенская Давидова пустынь, 34 приходских, 4 приписных и 3 больничных храма, а также множество часовен и поклонных крестов. Центральным храмом города Чехова и Чеховского благочиния является Церковь Зачатия праведной Анною Пресвятой Богородицы.

### Болгарская православная церковь
Между деревнями Поповка и Сенино расположен Женский монастырь святых Кирилла и Мефодия и всех просветителей славянских, принадлежащий Болгарской православной церкви.

### Мусульманство
На территории округа работает Духовное Управление мусульман Московской области «Иман». В микрорайоне Ровки находится отдельное Мусульманское кладбище.

### Протестантство
На территории города Чехова расположены:
- Церковь евангельских христиан-баптистов[36],
- Церковь христиан-пятидесятников "Церковь Божия в Чехове"[37],
- Церковь христиан-пятидесятников "Церковь Пробуждения"[38]
- Церковь христиан адвентистов седьмого дня[39],
- Церковь Евангельских Христиан "Благодать Христова"[40],
- До 2017 года действовала Церковь Свидетелей Иеговы (закрыта по решению суда 26 мая 2017 года)[41].

## Достопримечательности
- Вознесенская Давидова пустынь
- Церковь Зачатия Анны
- Усадьба Васильчиковых-Гончаровых

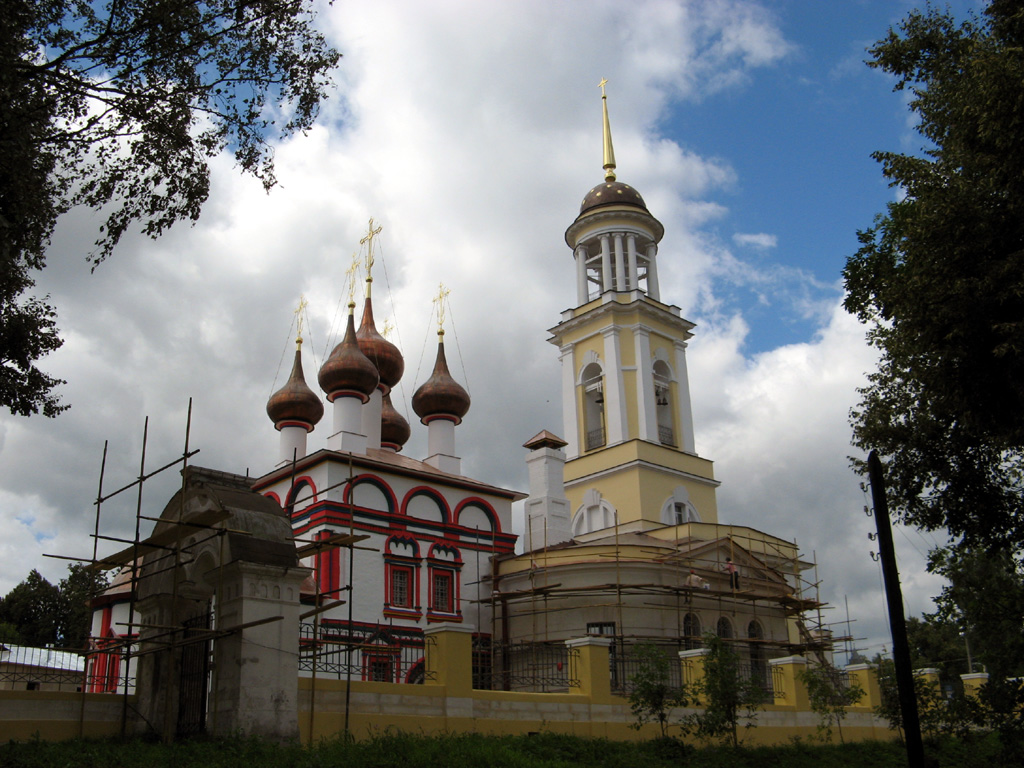
Церковь Зачатия Анны в г. Чехов

- Государственный литературно-мемориальный музей-заповедник А. П. Чехова
- Усадьба баронов Боде в селе Мещерском
- Музей писем А. П. Чехова
- Дворец спорта «Олимпийский»
- Хоккейный ледовый центр «Витязь»
- Васино, реставрируемая заброшенная усадьба XVIII-XIX вв.